# Ronzotherium
Ronzotherium es un género extinto de mamífero perisodáctilo de la familia Rhinocerotidae. El nombre deriva de 'Ronzon', la localidad francesa en que fue descubierto, y del sufijo griego 'therion' que significa 'bestia'. Hasta el momento, han sido identificadas cinco especies en varias ubicaciones de Europa y Asia, abarcando desde el Eoceno tardío hasta al Oligoceno superior (hace 37 - 23 millones de años).

## Descripción

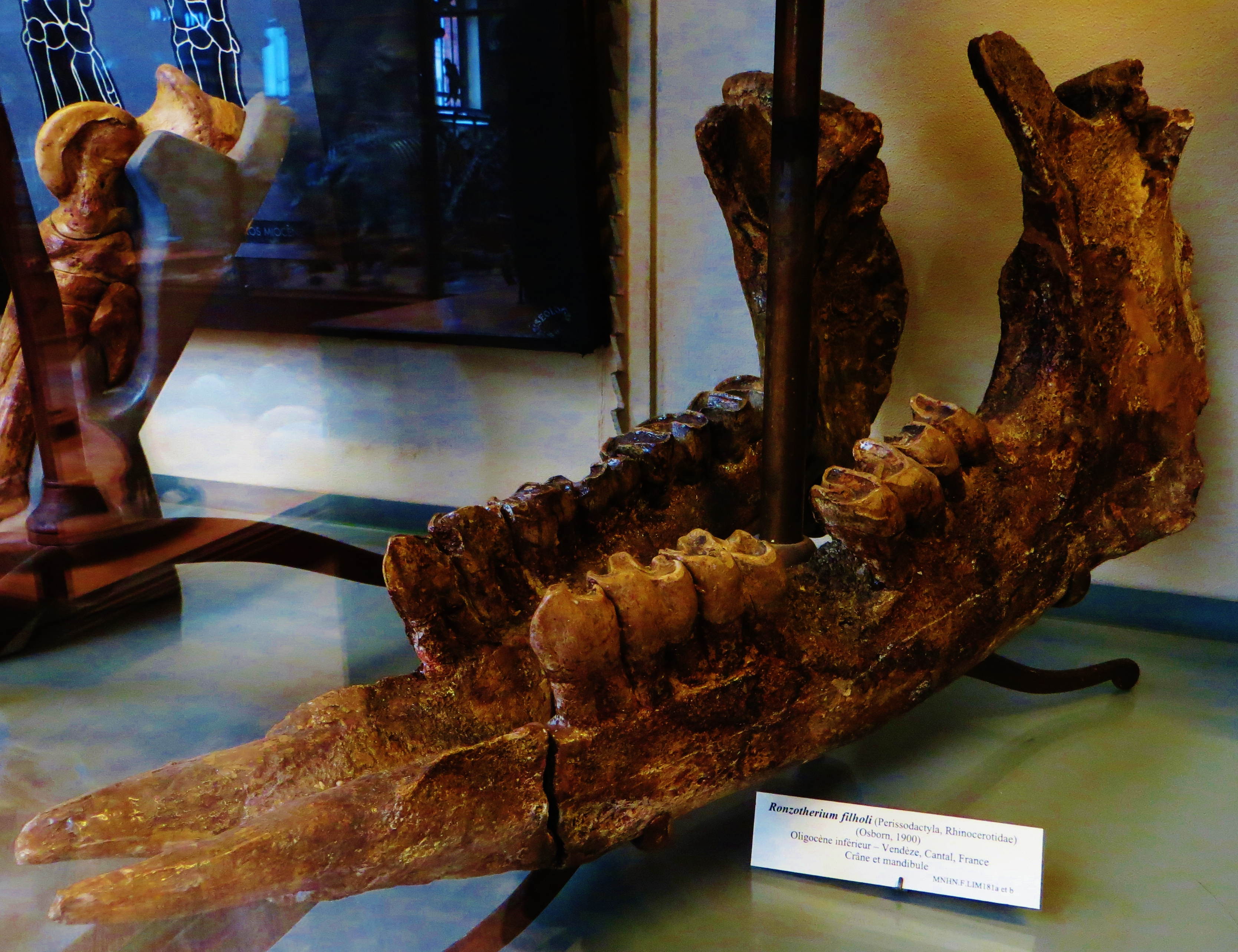
Mandíbula deR. filholi, Museo Nacional de Historia Natural de París.

Ronzotherium era un rinocerótido de tamaño pequeño a medio. Las especies más pequeñas pesaban una tonelada en promedio, mientras que las más grandes podrían alcanzar casi dos toneladas. El género era similar en peso al actual rinoceronte negro aunque con una estructura general más delgada y grácil, con un húmero y un fémur largos en comparación con otros rinocerótidos, esto sugiere que podría haber sido capaz de correr de manera sostenida. El género muestra una tendencia al aumento de tamaño, con especies posteriores considerablemente más grandes que algunos de sus primeros representantes.
Ronzotherium no poseía un cuerno nasal, en cambio, los huesos nasales eran retraídos, lo que sugiere la presencia de un gran labio superior prensil como los que se ven en las especies modernas. Los incisivos inferiores de Ronzotherium eran largos y parecidos a colmillos, con un gran diastema en la mandíbula inferior entre los incisivos y otros dientes, los incisivos superiores eran mucho más pequeños. Las extremidades anteriores de Ronzotherium eran tetradáctilas con un prominente metapodal central. Sin embargo, las extremidades posteriores eran tridáctilas, con tres dedos.

## Paleobiología
El análisis de isótopos de los dientes descubiertos en Rickenbach, Suiza, ha demostrado que las especies europeas de Ronzotheriumse adaptaron al clima cada vez más seco y a los paisajes abiertos del oligoceno posterior al Grande Coupure (extinción masiva del Eoceno-Oligoceno). La baja dentición coronada sugiere que era un ramoneador, se alimentaba de las hojas de arbustos y pequeños árboles. Esto se ve respaldado por la presencia del labio superior prensil que utilizan los rinocerótidos modernos para explorar el follaje.

## Icnología
Se han descubierto huellas fósiles de rinocerótidos asignados al icnotaxón Rhinoceripeda voconsense (Vialov 1966) en dos sitios en el parque natural Regional de Luberon en el sureste de Francia. Las huellas se conservan en los Calcaires de Lafayette, un depósito lacustre calcáreo que data del bajo Rupeliano, y están expuestas en Saignon y Viens. También están presentes otras huellas que incluyen artiodáctilos y posiblemente creodontes. Basado en el descubrimiento de 1974 de una mandíbula de Ronzotherium velaunum en estratos del oligoceno inferior en Viens, las huellas se atribuyen a Ronzotherium.

## Galería

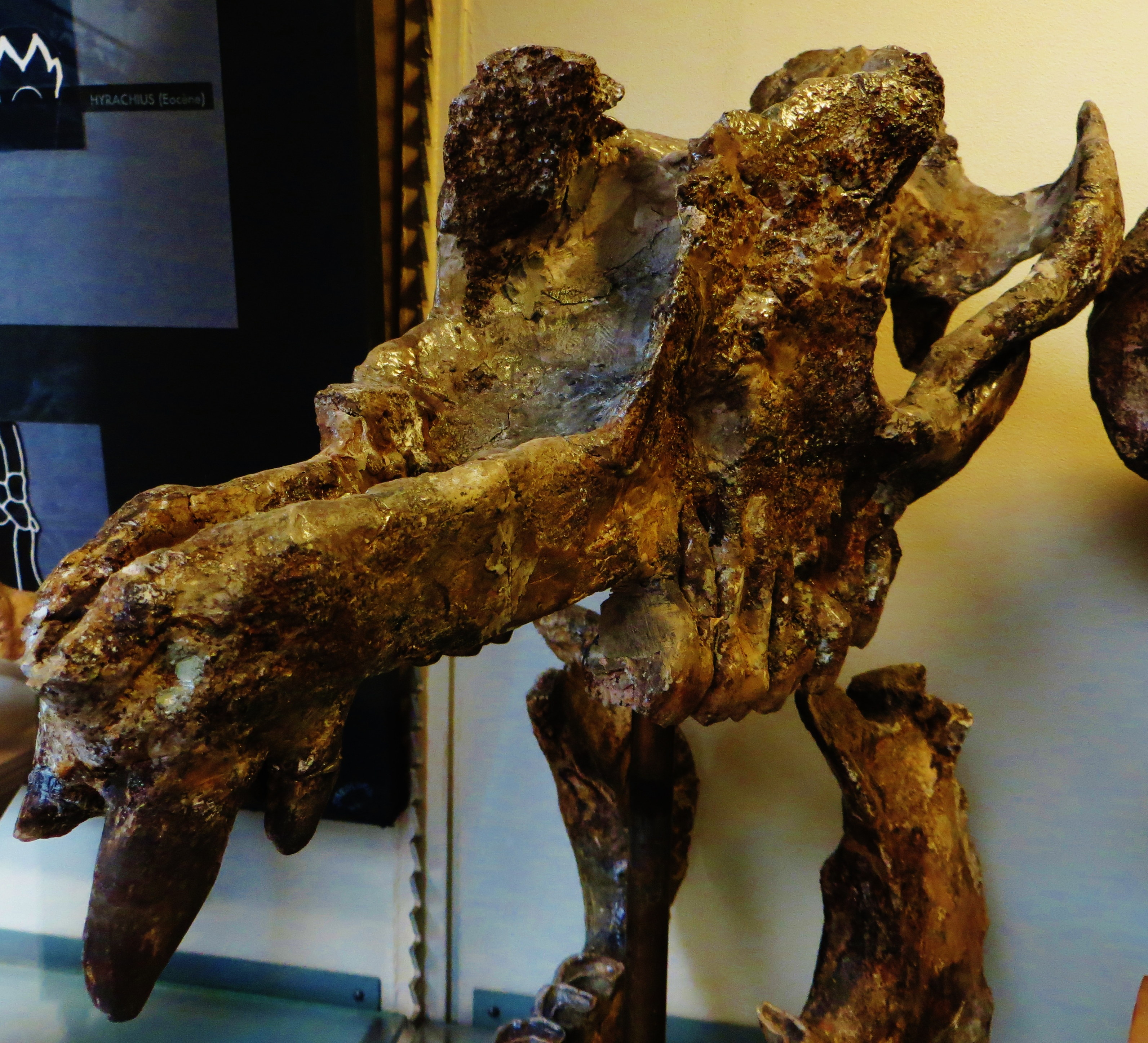
Cráneo en el Museo Nacional de Historia Natural de París.
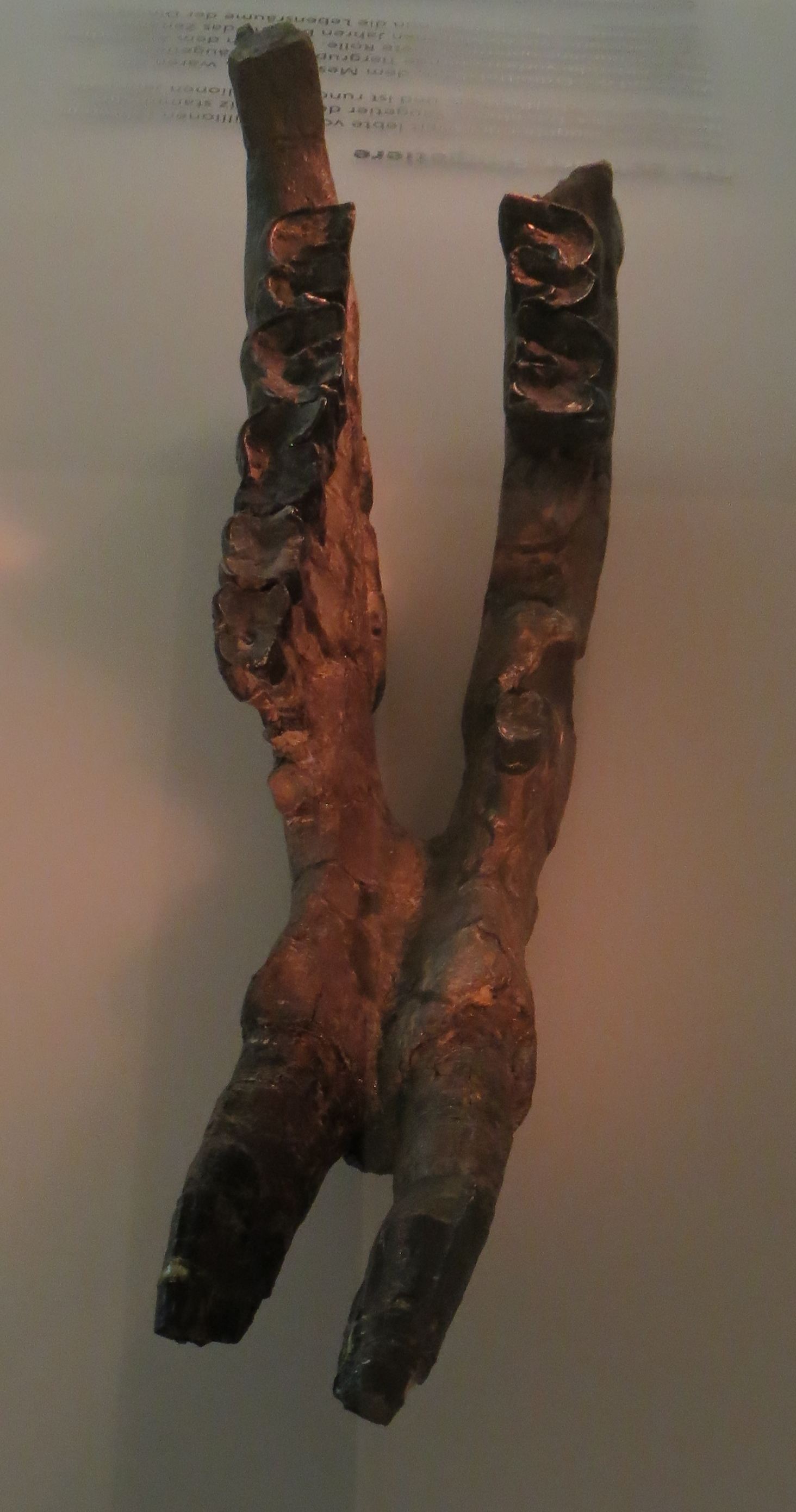
Mandíbula en el Museo Nacional de Historia Natural de Basilea.
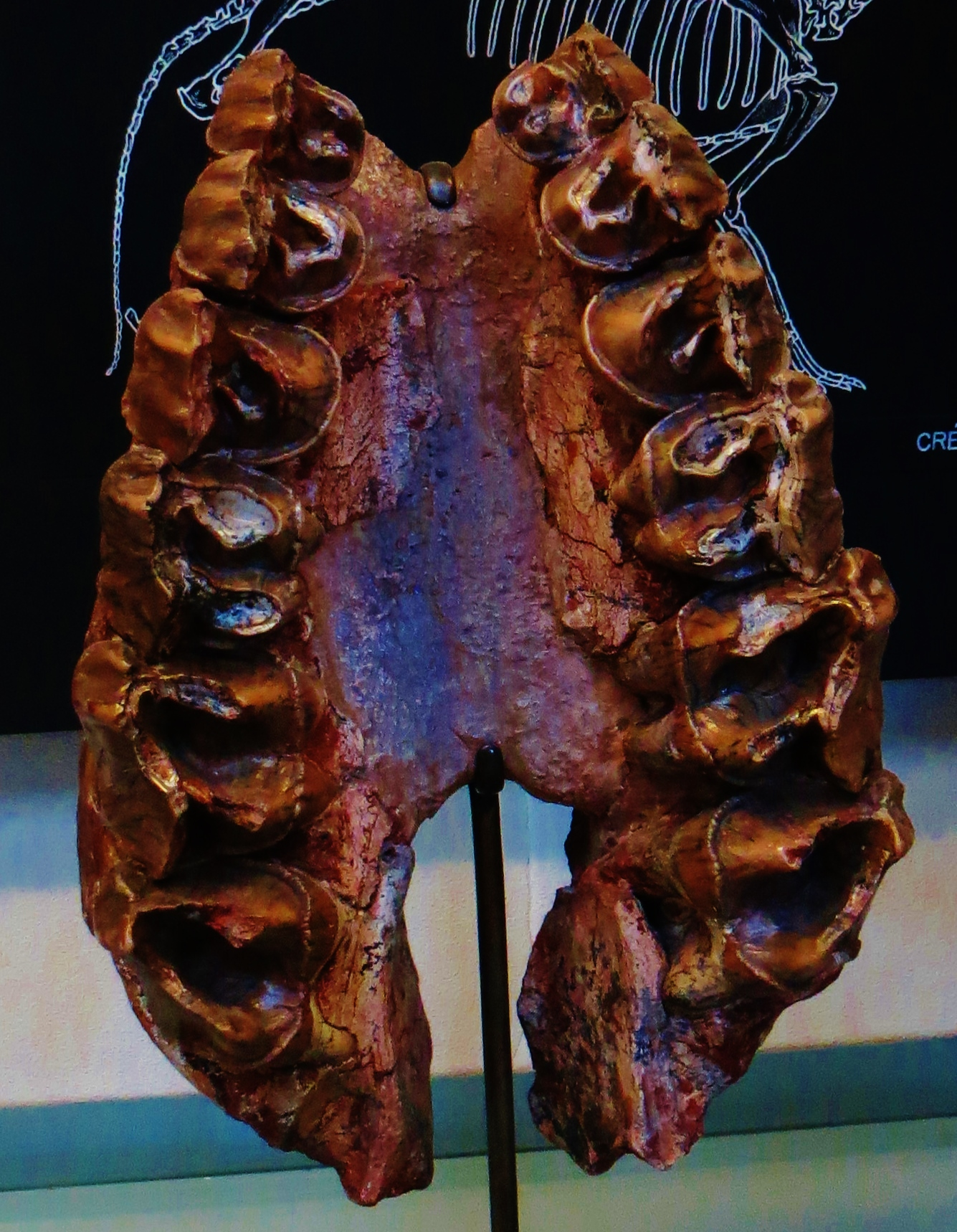
Maxilar en el Museo Nacional de Historia Natural de París.